# 同善堂歷史檔案陳列館
同善堂歷史檔案陳列館是澳門慈善組織同善堂介紹自身歷史的博物館，位於澳門庇山耶街55號。2008年開始籌劃建館，於2012年12月10日開幕，其建築物樓高三層，為1924年落成之同善堂總部舊址，展場則由中醫診所候診室改建而來，其藏品不僅陳述同善堂自1892年創立以來之歷史，亦呈現自十九世紀以來澳門社會的變遷。

## 圖集

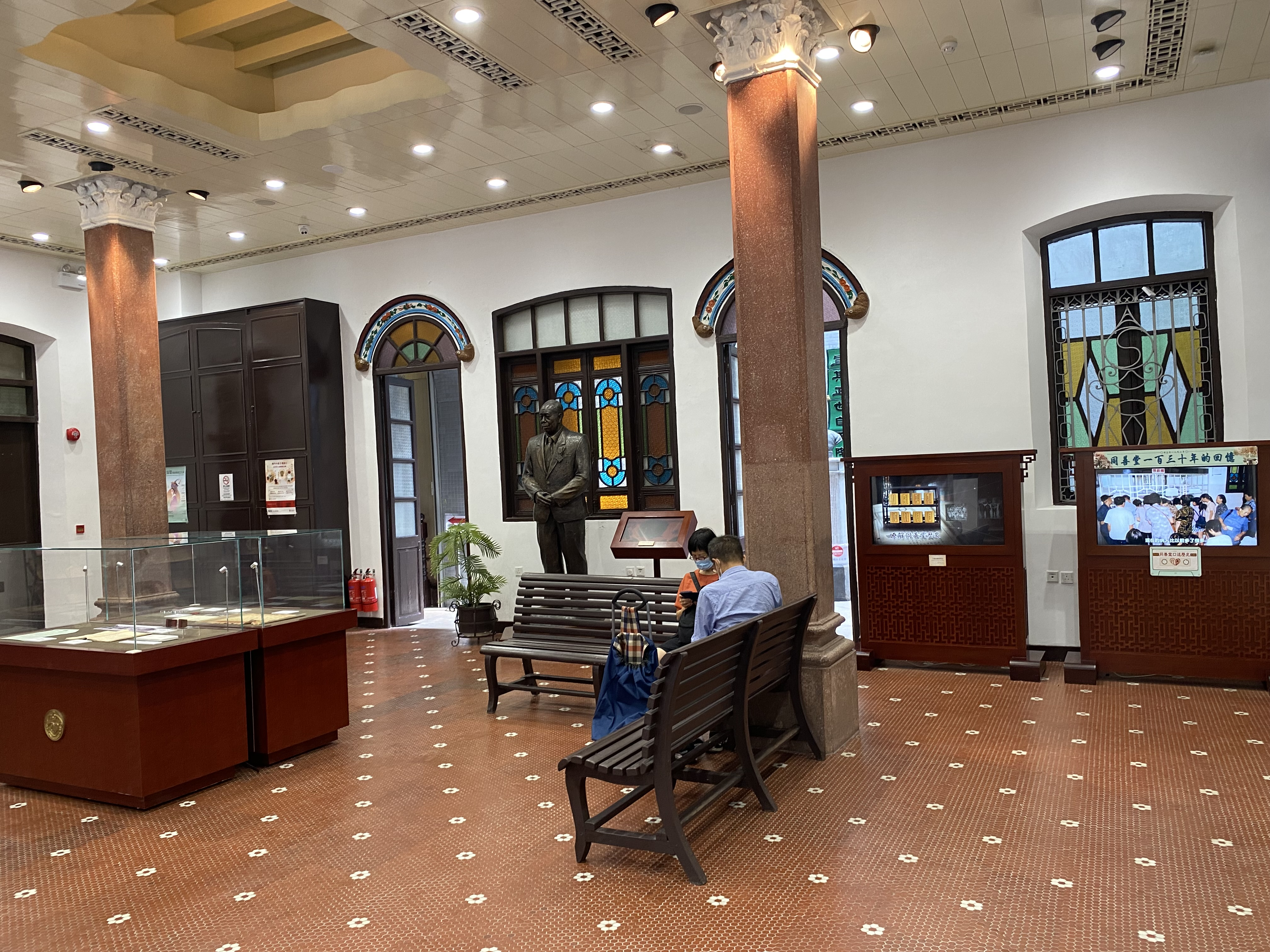
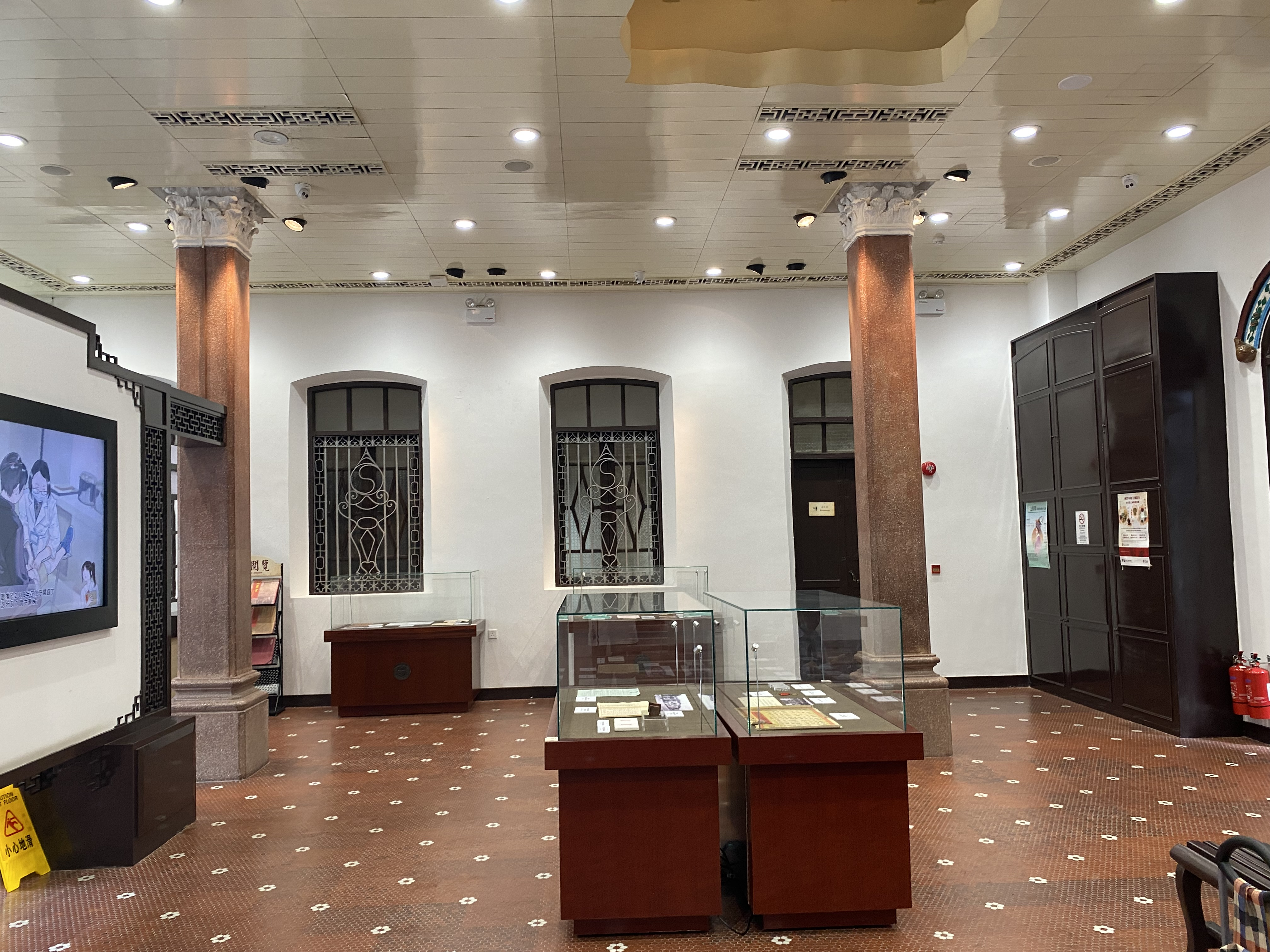
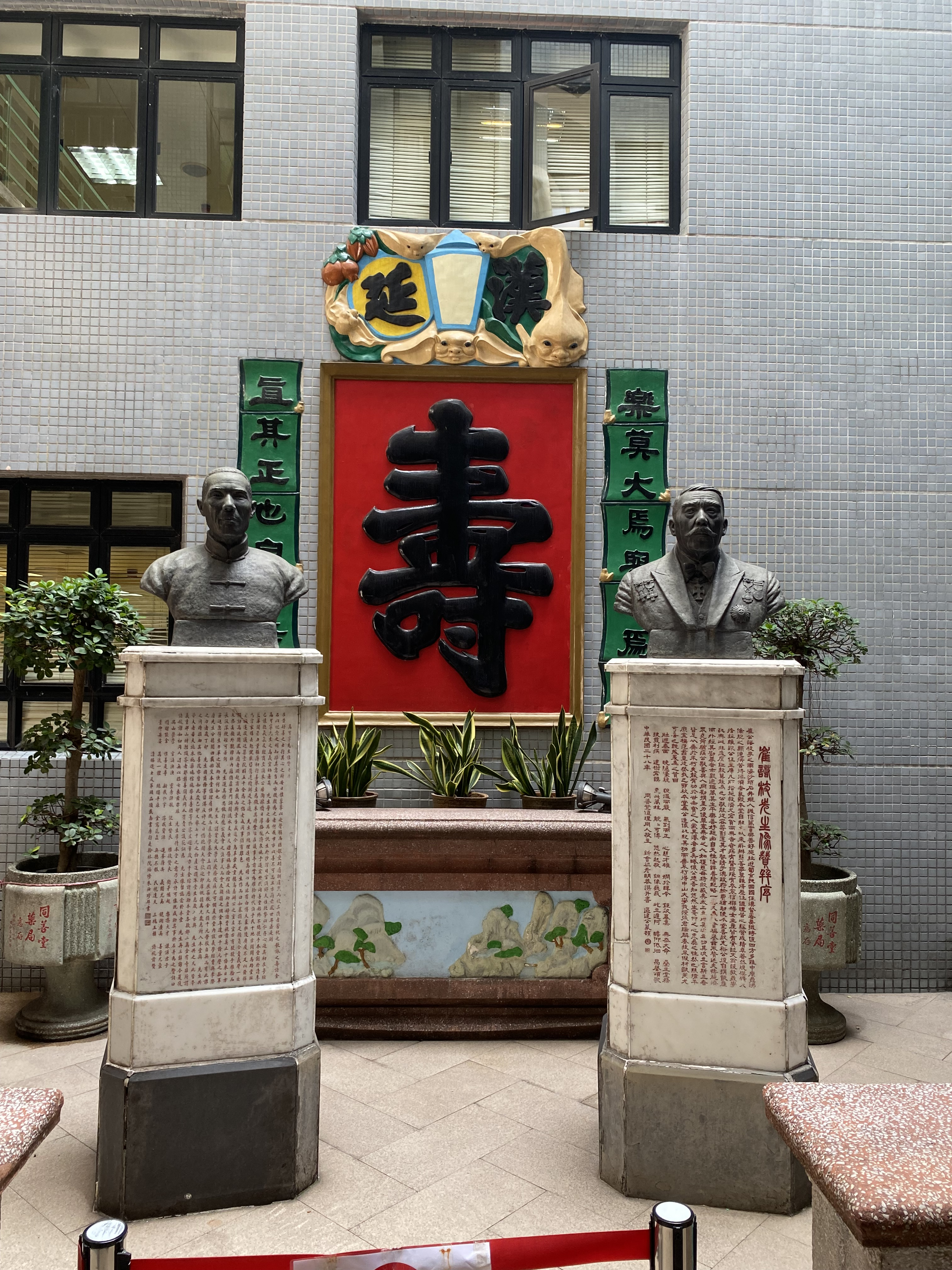

## 外部連結
- 同善堂歷史檔案陳列館 （页面存档备份，存于）